# Конгрес місцевих та регіональних влад
Шаблон:Суб'єкт влади
Конгрес місцевих та регіональних влад при Президентові України — консультативно-дорадчий орган, створений 25 лютого 2021 року Указом Президента України № 73/2021. Його основною метою є сприяння ефективній взаємодії між центральними органами державної влади та органами місцевого самоврядування, а також завершення реформи децентралізації.

## Мета та завдання
Конгрес місцевих та регіональних влад створено для забезпечення ефективної єдності дій усіх рівнів влади та сприяння стійкому регіональному розвитку. Основні завдання органу:
Представлення інтересів органів місцевого та регіонального самоврядування.
Моніторинг суспільно-політичних та соціально-економічних процесів на рівні громад.
Підготовка пропозицій щодо вдосконалення законодавства у сфері регіонального розвитку.
Сприяння впровадженню міжнародного досвіду у сфері територіального управління.
Історія Конгресу місцевих та регіональних влад
Створення Конгресу
Конгрес місцевих та регіональних влад при Президентові України був створений 25 лютого 2021 року Указом Президента України № 73/2021. Метою створення стало забезпечення ефективної взаємодії між центральними органами державної влади та органами місцевого самоврядування, а також підтримка реформи децентралізації. Президент України Володимир Зеленський під час презентації Конгресу наголосив на важливості цього органу для об’єднання зусиль держави та місцевої влади для вирішення актуальних проблем громад (Президент України).
Перше засідання
Перше засідання Конгресу відбулося у березні 2021 року в Києві. Участь у засіданні взяли Президент України, Прем’єр-міністр, міністри та представники органів місцевого самоврядування. На порядку денному обговорювали питання децентралізації та фінансової підтримки регіонів (Укрінформ).
Основні засідання та рішення
У липні 2021 року у Харкові відбулося друге засідання Конгресу, на якому обговорювали питання модернізації інфраструктури та залучення міжнародної допомоги (Економічна правда).
У жовтні 2022 року під час повномасштабної війни Конгрес зібрався у Львові. На цьому засіданні було ухвалено низку ініціатив, спрямованих на підтримку постраждалих регіонів та забезпечення їх енергетичної автономії (Радіо Свобода).
Останнє засідання
12 квітня 2024 року у Чернівцях відбулося шосте засідання Конгресу. Основною темою стало відновлення інфраструктури у прифронтових регіонах та підготовка до наступного зимового сезону. Участь у засіданні взяли Президент України, Прем’єр-міністр Денис Шмигаль та голови обласних адміністрацій (Укрінформ).
Міжнародне співробітництво
Конгрес активно співпрацює з міжнародними партнерами. У 2023 році за сприяння Конгресу реалізовано кілька проектів із залучення грантових коштів для підтримки енергетичних потреб громад (Дзеркало тижня).

## Діяльність
Конгрес проводить засідання щонайменше раз на рік або частіше за необхідності. Під час засідань розглядаються актуальні питання регіонального розвитку, енергетичної безпеки, підготовки до зимового сезону та відновлення інфраструктури.
У рамках Конгресу діють постійні комісії, які аналізують проблеми та розробляють пропозиції щодо їх вирішення.

## Організаційна структура
До складу Конгресу входять:
Президент України,
Прем’єр-міністр України,
голови обласних та районних держадміністрацій,
представники органів місцевого самоврядування,
члени делегації України в Конгресі місцевих та регіональних влад Ради Європи.

## Офіційний сайт
Конгрес має власний офіційний вебсайт, де опубліковані новини, порядок денний засідань, аналітичні та інформаційні матеріали.